# Eli et Papillon
Eli et Papillon est un groupe de musique indie pop francophone de Montréal, Québec. Le duo est constitué de Marc Papillon-Ferland, multi-instrumentiste, arrangeur et compositeur, connu sur la scène québécoise pour accompagner des artistes telles que Cœur de Pirate, Isabelle Boulay et Ariane Brunet - et d'Élise Larouche, chanteuse et parolière, qui de son côté, écrit notamment pour Joannie Benoit (Star Académie) et Carole-Anne (The Voice France).

## Biographie
Les chemins de Marc Papillon-Ferland et d'Elise Larouche se croisent lors d'une session d'enregistrement en 2008. La jeune chanteuse se rappelle cette rencontre déterminante, du genre qui change le cours des jours : « Je cherchais un guitariste pour mon projet musical. Des amis m'ont dit : "On connaît un super musicien, il faut qu'on te le présente." Marc est donc venu en studio. Cette journée-là, j'enregistrais une chanson dans laquelle je demande – j'écrivais en anglais à l'époque : "Where are you butterfly?" Marc Papillon qui entre en studio pendant que je prononce le mot "butterfly", ça ne s'invente pas! ».
Malgré des parcours différents, la symbiose s'installe entre les deux complices qui décident d'unir leurs talents pour former Eli et Papillon. En 2012, Eli et Papillon propose un premier album éponyme sous l'étiquette Maisonnette. Le duo fera dès lors bourgeonner une pop lumineuse et raffinée, d'une élégante simplicité, portée par des pianos oniriques. Du cousu main pour les mélodies tourbillonnantes qu'embrasse la douce voix d'Eli. Acclamé par la critique, Eli et Papillon a participé à plusieurs festivals de renom : les FrancoFolies de Montréal, le Festival d'été de Québec, le Coup de cœur francophone et le Festival Vue sur la Relève (où ils ont remporté 7 prix « Coups de pouce »).
Le 23 octobre 2015, Eli et Papillon présente Colorythmie, qui se décline en 10 chansons. L'album présente des titres pop énergiques et positifs, où les deux complices s'éclatent à coups de synthé, de guitares et d'électro-beats.

### Colorythmie(2015)
Colorythmie se décline en 10 chansons où les paroles d’Elise Larouche virevoltent sur les airs rythmés de Marc Papillon-Ferland. Ce dernier signe également la réalisation de l’album, avec la collaboration de Yannick Rastogi et Soké Zahir (Koriass, Samian, et Anodajay) pour certaines pièces.
« Colorythmie représente une transition, un virage pop! C’était important pour nous d’aller ailleurs et de sortir de notre zone de confort. On avait le goût de s’éclater, d’explorer différentes avenues musicales, comme l’électro, et de faire un album dansant et plus festif! » - Eli.
L’album s’ouvre sur la pièce Automne, un texte coécrit avec Brigitte Saint-Aubin à propos d’une rupture. Ce thème parsème aussi quelques autres pièces, comme Les rêves et La fuite, mais garde un aspect lumineux et positif. La luminescence se poursuit avec Ensemble, premier extrait accrocheur et ensoleillé de ce second opus, qui a beaucoup charmé les stations de radio à travers le Québec et dont le vidéoclip vient tout juste d'être ajouté à la programmation de MusiquePlus. En plus d’avoir été le Buzz ÉNERGIE du mois de septembre, le titre a atteint le Top 10 BDS francophone.
L’espoir est abordé, entre autres, dans les chansons Victoire et Bouteille à la mer, où Eli et Papillon nous transportent dans un imaginaire de délivrance, de désir de « voir la vie arc-en-ciel », tout en « grimpant jusqu’aux étoiles ». Toujours sur le même thème, la pièce Dans la danse nous rappelle les rythmes d’un certain producteur et DJ suédois!
Pour clore l’opus, le duo s’offre une touche urbaine avec Gratte-ciel, qui propose une collaboration de la rappeuse Sarahmée et une co-composition de Soké Zahir.

## Discographie
- 2017 : Les rêves (single)
- 2016 : Dans la danse (single)
- 2016 : Automne (single)
- 2015 : Colorythmie[1],[2]
- 2015 : Ensemble (single)
- 2012 : Eli et Papillon
- 2011 : La dernière vague (EP)